# Căpușneni, Vaslui
Căpușneni este un sat în comuna Lipovăț din județul Vaslui, Moldova, România. Se află în partea de vest a județului,  în Colinele Tutovei.

## Întemeierea
Căpușneni este un sat nou, foarte probabil, întemeiat la începutul anilor 1800, de oameni veniți din Ardeal pe moșia schitului, locuită de calugări. Împrejurarea care a determinat venirea oamenilor străini pe moșia schitului, se leagă de hrisovul domnitorului Scarlat Calimache, din 28 aprilie 1819, prin care voievodul hărăzește schitului Orgoiești (Biserica Sf. Neculai), printre alte înlesniri, și dreptul de a aduce 12 „liudi”, oameni străini, din alte locuri, de peste hotar, „fără bir și fără nici un amestec cu locuitorii țării acesteia spre a avea schitul pentru ajutorul și înlesnirea slujbelor sale.” Sigur că schitul a acționat spre a se bucura de prerogativele documentului. Conducerea schitului nu avea de ce să se ostenească pentru a-și aduce oameni pe moșie; Ardealul era izvorul nesecat de români doritori de emigrare, din cauza persecuțiilor de ordin politic, religios și social. Conform legiuirilor din Ardeal românii nu erau recunoscuți ca națiune între celelalte care trăiau în Transilvania, fiind considerați ca simpli „tolerați”. De asemenea, Biserica Ortodoxă nu era recunoscută de statul maghiar, fiind și ea numai tolerată. Pământurile românilor erau acaparate pentru a înzestra cu ele mânăstirile catolice. De aceea cum se auzea că se întemeiază în Moldova „slobozii”, adică sate noi cu scutire de dări și munci, pentru un anumit număr de ani, românii ardeleni treceau granița. În adoua jumătate a anilor 1700, ca urmare a înăspririi oprimării și a constrângerii din partea bisericii unite, mii de familii părăsesc satele, trecând munții. La aceasta se mai adaugă marea secetă din 1816-1817, când, potrivit consulului prusac, Neicebauer, au trecut granița cei mai mulți din cei 50.000 de „români din Ardeal” aflați în Moldova.

## Etimologie
Cel mai probabil, oamenii care au întemeiat satul Căpușeni, au venit din satele, Căpușu Mare sau Căpușu Mic, situate la 20 km, vest de Cluj-Napoca, sau din, Căpușu de Câmpie sau Fânețele Căpușului situate la 20 km, vest de Târgu Mureș. Numele satului, vine de la un obiect real, concret, căpuș (cobuz, un fel de fluier sau caval). Localnicii care nu stiau de căpuș ca de un obiect real, legau numele satului, de cuvântul căpșune - zicându-le căpșunenii. Cele două nume ale satului Căpușeni și Căpșunenii, au circulat amândouă, iar prin contopire au dat numele actual Căpușneni. Un alt argument, al ipotezei că locuitorii din Căpușneni provin din Ardeal este numele de familie al sătenilor. Astfel numele de famili formate prin adăugarea la numele de botez a sufixului -esc(u). De exemplu Coroescu, Galescu, frecvente în Moldova, lipsesc în Ardeal. Iar nume precum, Macovei, Pânzaru, Dulgheru, Stoleru, lipsesc în satele de pe valea Horăieții și se găsesc numai în Căpușneni. Prima dată satul a fost format În Poeană unde au defrișat pădurea, pentru a avea loc de casă, agricultură și loc de islaz și pășune pentru animale. Pe atunci atât boierii cât si mânăstirea erau interesați să defrișeze padurea, pentru a face noi terenuri pentru agricultură. Coborârea în vale pe actuala vatră, s-a făcut treptat, în timp incheindu-se în jurul anilor 1860. Unul din motivele coborârii în vale, a fost lipsa apei În Poeană dar și faptul că erau departe de pământul pe care lucrau.

## Atestare
Localitatea a fost înregistrată, ca sat în 1865, și aparținea de comuna, Vlădești. În 1876 este încadrată în comuna Bogdănești, 1887 în comuna Vlădești, 1902 în comuna Bogdănița, 1908 în comuna Orgoiești, Vaslui, 1925 formează o comună, cu satul Fundu Văii, 1929 comuna Orgoiești iar din 1950 comuna Lipovăț . Vecinii satului Căpușneni sunt
- la est - Buda (în trecut Ivești) Deleni (atestat documentar în 1546), Dinga (Neacșa în trecut, 1441),
- la nord-est - Lipovaț (Zugravi în trecut 1437-1469),
- la nord - Fundu Văii
- la vest - Suceveni (reîntemeiat după 1812), Bogdana (Zviliștești 1469-1580), Schitu
- la sud - Orgoiești

## Ocupația
Locuitorii satului, au lucrat pe moșia schitului ca, clăcași până la 14 august 1864 când, s-a desființat claca și au fost împropietăriți. Împropietărirea s-a făcut în funcție de numărul de vite astfel; 4 boi și o vacă - cinci fălci patruzeci de prăjini (cca. 8,3 ha), 2 boi și o vacă – patru fălci (cca. 6 ha), o vacă – două falci și patruzeci prăjini (cca. 3,8 ha). În cultivarea pământului, se folosea sistemul asolamentului bienal, un an cultivat, al doilea lăsat pârloagă. Pe lângă agricultură, locuitorii se mai ocupau cu; rotăria, tâmplăria, dogăria, facerea mangalului (necesar la fierărie), albinăritul. În anul 1899, satul avea, 55 case cu 192 de locuitori, din care 16 erau educați. În prezent principala ocupație este agricultura și creșterea animalelor.

Şcoala din Căpuşneni

## Învățămîntul
Învățămîntul s-a dezvoltat mai ales după 1865, până atunci, copii învățau să scrie și să socotească, în timpul iernii, cu preotul din sat, pentru că în timpul verii mergeau la munca câmpului. În Căpușneni, primul învățător a fost, Niculescu Costică (în perioada 1922-1930), după aceea, Sitaru (1929), Sbârnea Elena (1928-1934), Cărăruș Alexandru (1934-1963), Romașcu Emil, Macovei Mariana, Romașcu Elena, Macovei Gheorghe, Romașcu Emilaș, Dobrin Elena, Giușcă Petru, Chirilă Eliza.

## Locuințele
În ceea ce privește locuințele, acestea se făceau în funcție de starea materială, a fiecăruia astfel: fruntașii aveau case din pari pe două rînduri, lipite cu lut amestecat cu paie, iar acoperișul din rogoz sau paie; cei nevoiași, făceau bordeie în pământ, acoperit cu loazbe sau butuci peste care puneau, un strat gros de pământ. Pentru geamuri, nu era sticlă și se folosea, beșică de porc sau de bou. Mai apoi, a apărut hârtia de pus în geam, dar 24 coli de hârtie, costa cât un car de lemne. În casă se făcea un cuptor cu vatră și horn pentru pregătirea hranei pe timp rece iar vara hrana se pregătea afară. Pentru iluminat se folosea, opaițul (poponeața) cu seu sau untură iar mai încoace a apărut lampade 5, 8 și 12 lumini ce folosea petrol lampant (gaz). După 1900, s-au făcut case cu cerdac, cu deregi și parmaclâc, învelite cu oale sau tablă. Cele mai multe se făceau cu o cameră sau două și cu tindă la mijloc.

## Îmbrăcămintea locuitorilor
Vara, bărbații purtau cămașă lungă și izmene din cânepă și se încingeau cu un brâu sau chimir cu buzunărașe. În picioare, papuci (iminii) sau opinci. Femeile, purtau o bluză din cânepă cu pieptul din in, și fustă tot din cânepă, iar pe cap ștergare din cânepă cu margini din in. Iarna se purta suman, cojoc, pantaloni (bernevigi) din postav, căciulă de miel, opinci sau ciobote înalte. Încet, încet au început să apară tot felul de materiale, au apărut negustorii evrei, iar lumea cumpăra mai ales pentru sărbători, haine noi și încălțăminte.

## Hrana locuitorilor
În trecut, hrana era pâinea dospită, (chită) sau nedospită (azimă) iar mai tîrziu s-a început a se consuma mămăligă, fiindcă se făcea mai repede și se consumau lemne mai puține. Ca „udătură”, oamenii aveau animale, păsări, legume, fructe, hagimă și pur (ceapă și usturoi sălbatic), linte, bob, cartofi etc. Măcinatul porumbului se făcea la morile de apă(călugării aveau o moară de apă la iazul lor situat în spatele grădinii Romașcu) sau la râșniță pe care o aveau unii locuitori acasă. O altă unealtă, folosită în gospodărie, era piua. Cu ajutorul acesteia se înveleau țesăturile de lână din care oamenii î-și făceau sumane și bernevigi.

## Nume de locuri
Locuri ce nu trebuie uitate; „Livadă, Via Mânăstirii, Iazul Călugărilor, Drumul Călugărilor, În Țarnă, La Plop, La Tei, Pruna, Poiana din Pruna, Gura Drumului, Cărarea Dorobanțului, În Poeană, În Râpă, La Budăi, Pe Lac, În Dodan, Pe Vlamnic, La Tochile, Pachet, La Cheatră, Pădurea Buzii, Pe Coastă, Izvorul Smeilor(în zona casei, Severică), Cetatea Smeilor(lângă hotar, pe dealul de răsărit—probabil o râpă foarte mare), Pârâul Vladnicului(În Râpă), Pârâul Horăieții, Drumul Cevenilor, Drumul Lipovățului.

## Clima, vegetația, fauna
Clima localității se încadrează în trăsăturile climei temperat – continentale, cu  pădure de foioase la est și vest în care predomină carpenul și teiul dar și stejar, fag, frasin, ulm, plop, cireș, salcâm iar ca animale întâlnim mistreți, căprioare, iepuri, vulpi, bursuci, arici și păsări răpitoare (uliu).

## Eroi căzuți în primul și cel de al ll-lea război mondial
- Coroescu Neculai  n. 1881, soldat, Regimentul 52 Infanterie, dispărut în campania 1916-1918,
- Fântânaru Dumitru
- Codreanu Dumitru
- Codreanu Jănică
- Codreanu Neculai
- Pânzaru Neculai

căzuți în campania 1941-1945.

## Șezătorile și clăcile
se făceau de obicei, la casa unui om, unde se adunau mai multe femei pentru tors cânepă, lână sau alte munci pentru femei. La aceste adunări, se mânca de obicei grâu și porumb fiert, iar un bărbat bun de glume, era invitat pentru a se face haz. Obiceiuri vechi, care se mai păstrează și azi- „La Vulpe” „s-a izvodit dela ciuda ce o au flăcăii când un tânăr vine de aiure și le ia o fată din satul lor” . Ei se ațin și pretind vin, să bea și să le treacă ciuda,-„Damele”, în ajunul Anului Nou, flăcăii din sat, se îmbrăcau cu haine ce întruchipau diferite personaje( babă, moșneg, vornic, drac, țigan, haiduci, etc.) unii cu măști pe față, iar alții îmbrăcați frumos, care purtau coifuri cu oglinzi și canafuri colorate. Astfel echipați și cu muzică mergeau prin sat mai ales pe la casele cu fete de măritat cu „vălăretul”. La orice petrecere, se cânta la fluier, scripcă și cobză și mult mai târziu apare fanfara. Cel mai longeviv om, din satul Căpușneni, a fost o femeie – Ciocan Catrina, născută în anul 1808, care a trăit până în anul, 1928(120 ani).

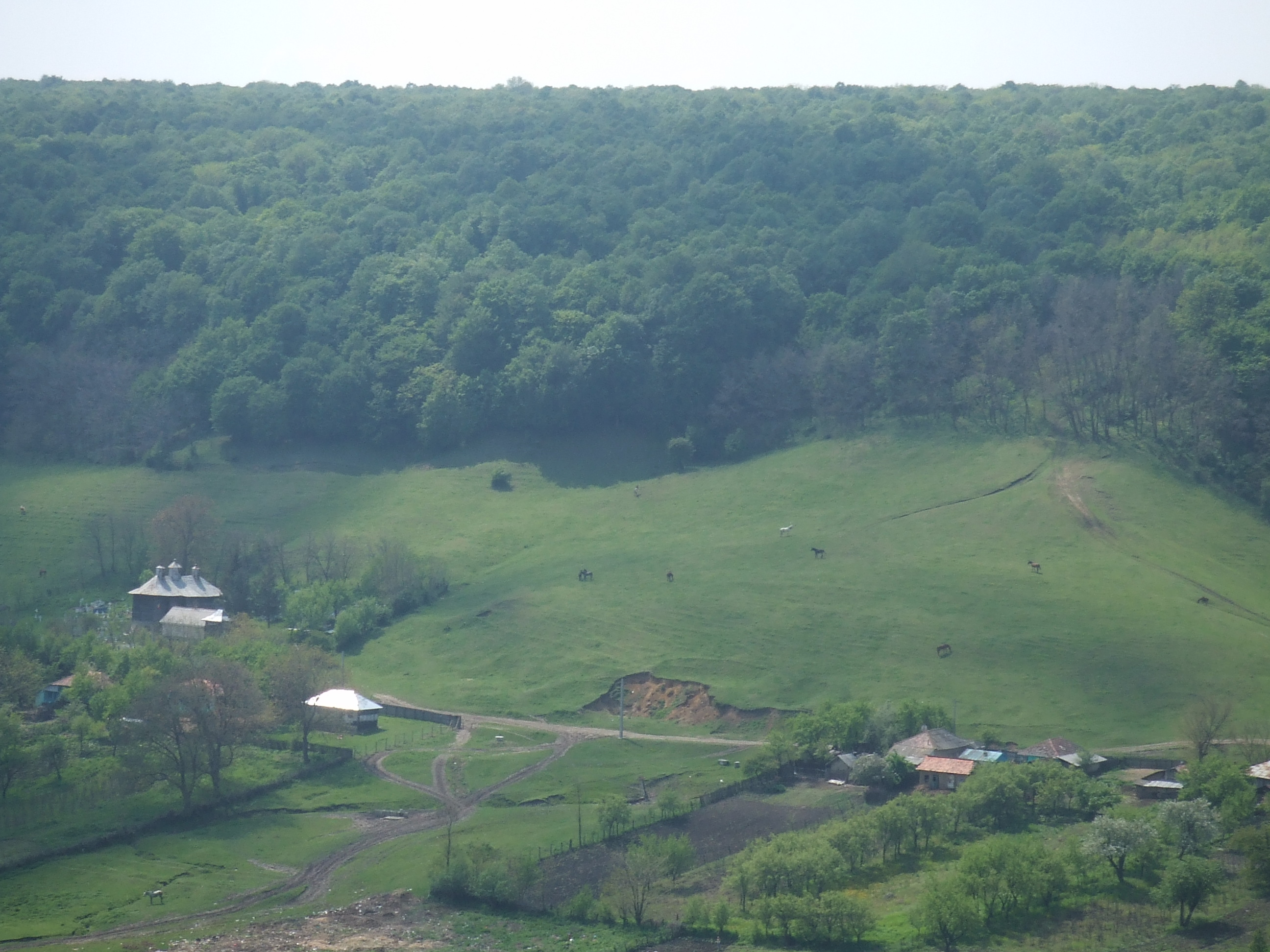
Biserica, Cişmeaua şi via lui Ianuarie

## Cuza Vodă la schitul din Căpușneni
Se zice că a venit Cuza îmbrăcat cu un suman și în apropierea schitului care era la marginea satului, a luat o căruță cu doi cai păcătoși. Cuza auzea cu urechile lui despre cum călugării, jefuiau și băteau oamenii. Când mai avea un pic până la schit, a oprit căruța, a dezhămat caii, și le-a dat drumul să pască, iar el se făcea că e stricată o roată. Starețul, l-a observat și a trimis doi oameni care l-au adus pe sus până la schit. Băgați-l la beci, porunci starețul. A doua zi cere călugărilor; „Ia, duceți-vă și-i dați drumul să vedem cine este ". Și Cuza Vodă lepădându-și sumanul, iese îmbrăcat în hainele de „Domn al Moldovei cu sabia la brâu”. Starețul, când vede pe cine are în față, îngenunchează implorând iertare. Nu sfinția ta! zise Cuza răspicat; biserica va fi a oamenilor acestor locuri, iar pământul va fi împărțit la toți, să aibă cu ce să se hrănească familiile lor.

## O poveste de dragoste
Cu accente de telenovelă, s-a perecut în preajma schitului Căpușneni între anii 1841-1846. Între conducerea schitului, reprezentată de egumenul Chiril, apoi de Teodor și paharnicul Neculai Jora din Suceveni, dăinuie de câțiva ani un conflict încrâncenat. Un țigan, Marin de la schit răpește pe Sofica, țiganca roabă a lui Jora, și fără încuviințarea acestuia, dar cu asumarea întregii răspunderi de către părintele Pimen de la schit, preotul Ștefanache Giușcă îi cunună la biserica din Vlădești. Boierul, sprijinindu-se pe o dispoziție mai veche, pretinde schitului să i se înapoieze țiganca împreună cu țiganul. Egumenul refuză hotărât, acceptând doar să restitue în locul Soficăi o altă țigancă. Toate organele de stat, judecătorești, polițienești și religioase sunt alertate de paharnic. Până la urmă instanța judecătorească hotărăște înapoiera țigăncii. Țiganul fuge de la schit la țiganca aflată acum la curtea boierului, la Suceveni. După cinci ani, năucit de conflict și de consumul de nervi, Neculai Jora moare, nu înainte de a lăsa cu limbă de moarte dorința lui nestrămutată de a fi înmormântat la schitul Căpușneni. Starețul refuză, dar fiind plecat la Iași, în ziua înmormântării, soborul de preoți și călugări de la schit aduc mortul și îl îngroapă la schit.

## Personalitați
- Dumitru Nagîț, primar al municipiului Iași - 1989

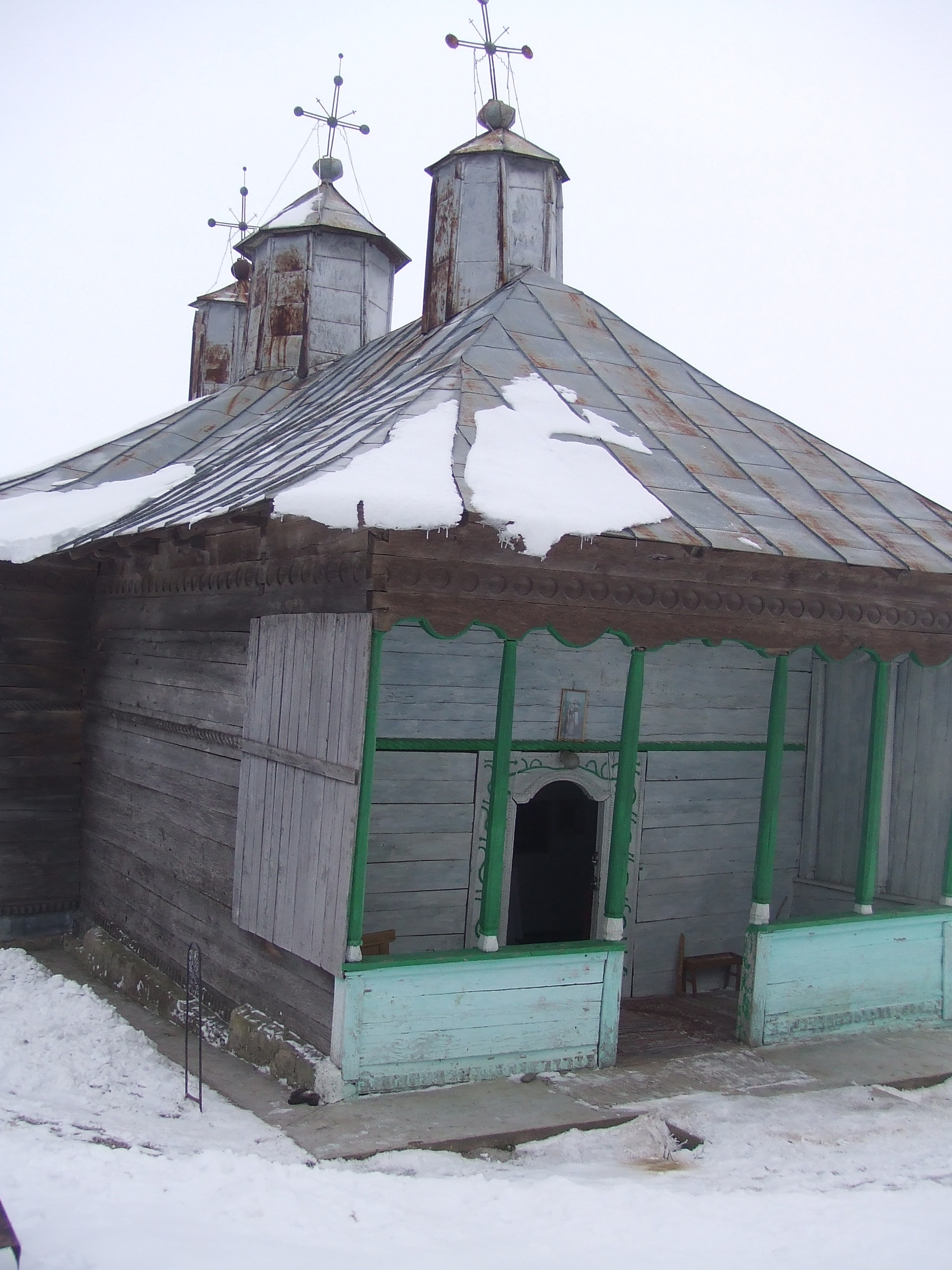
Biserica Sf. Neculai

## Obiective turistice
- Biserica de lemn construită în anul 1792.

## Fotogalerie

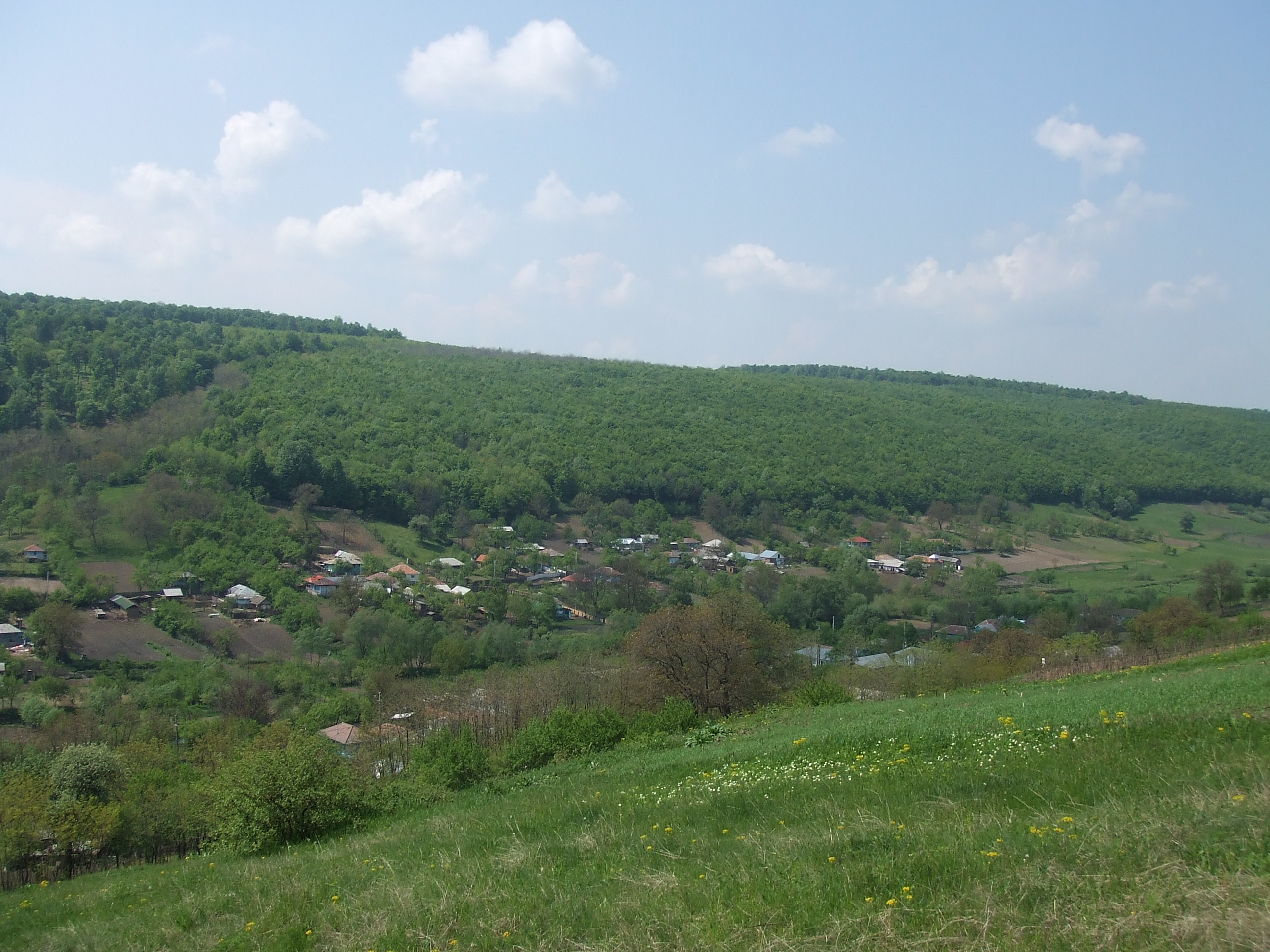
Căpuşneni
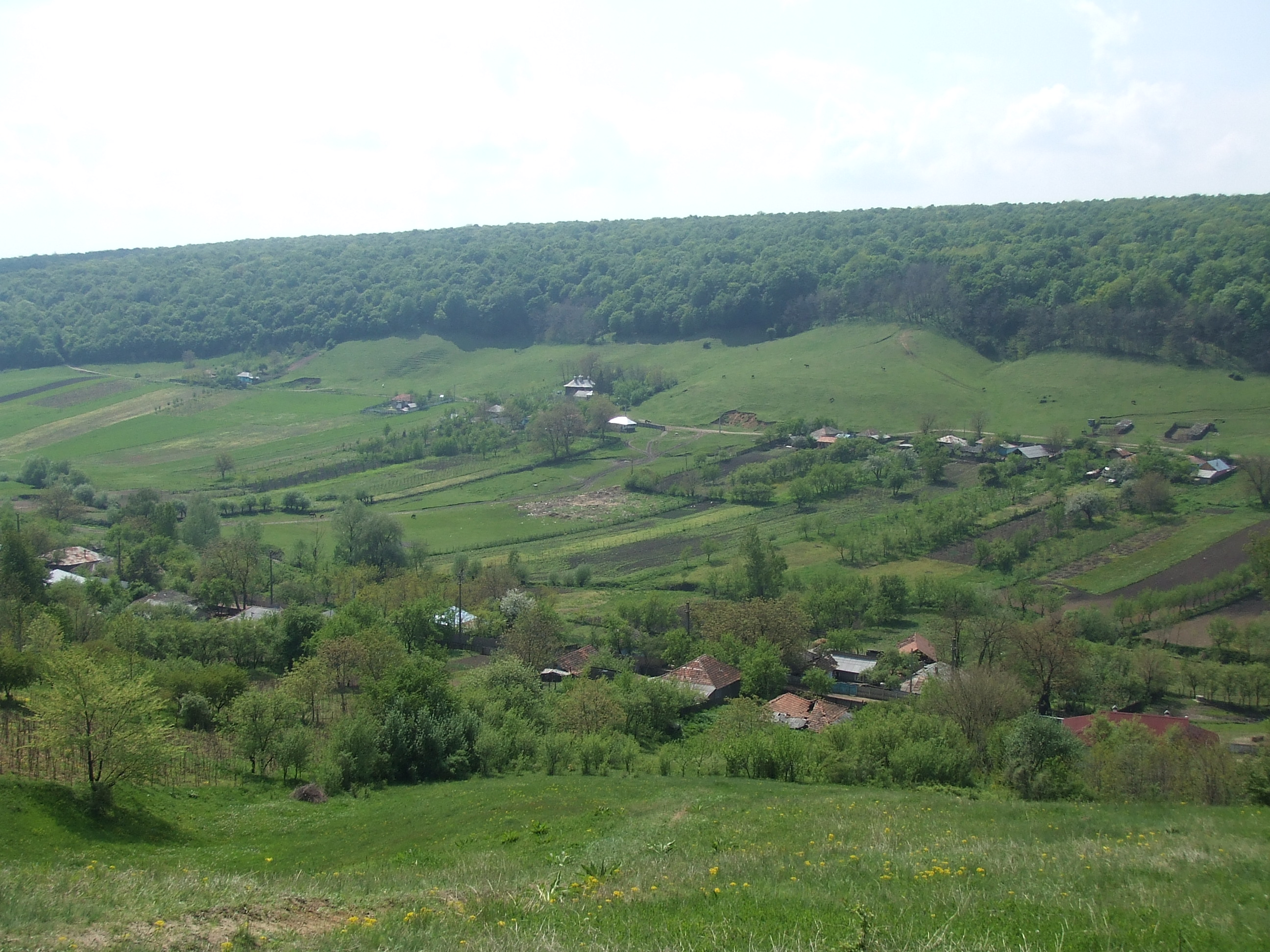
Căpuşneni
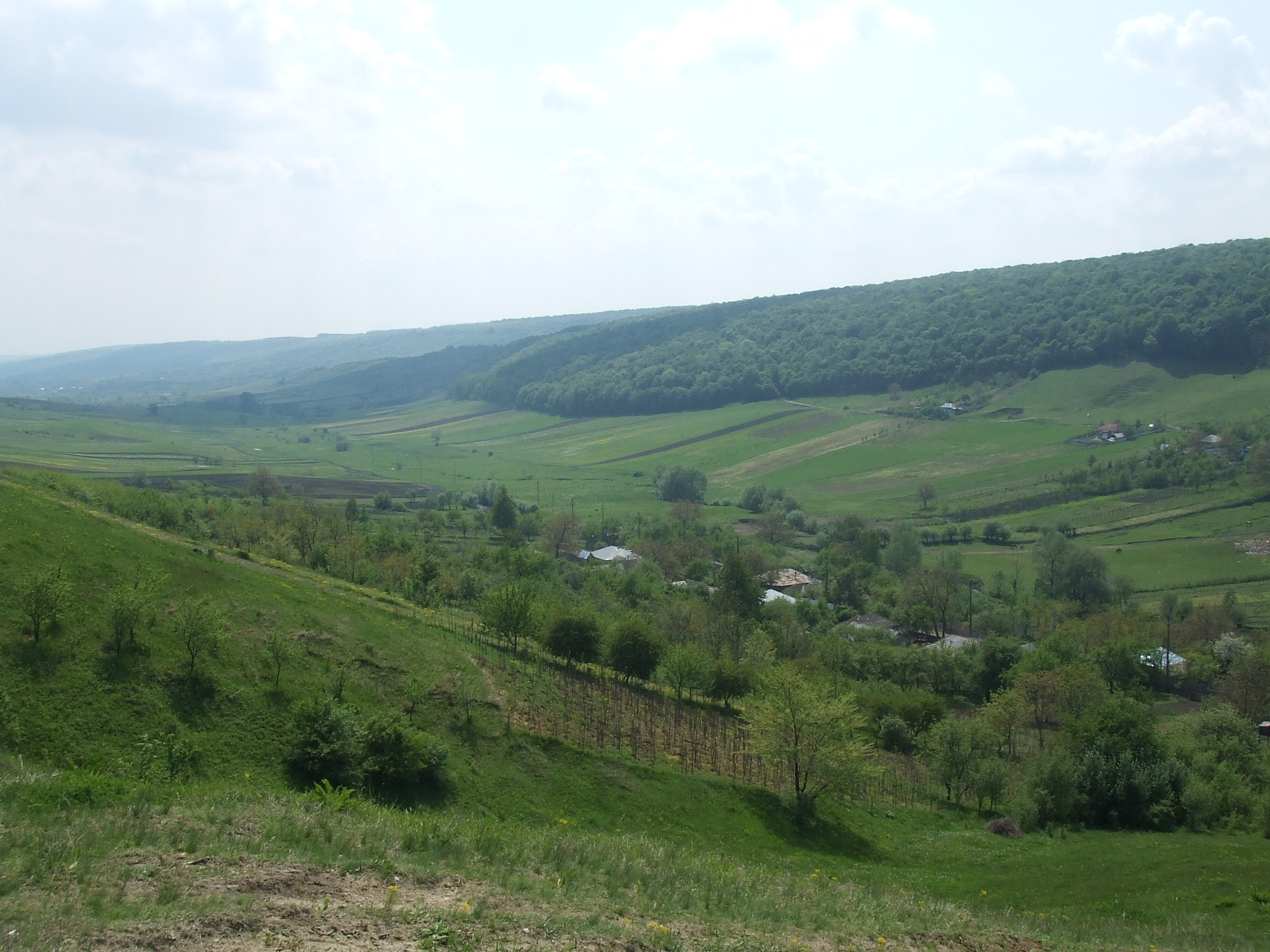
Căpuşneni
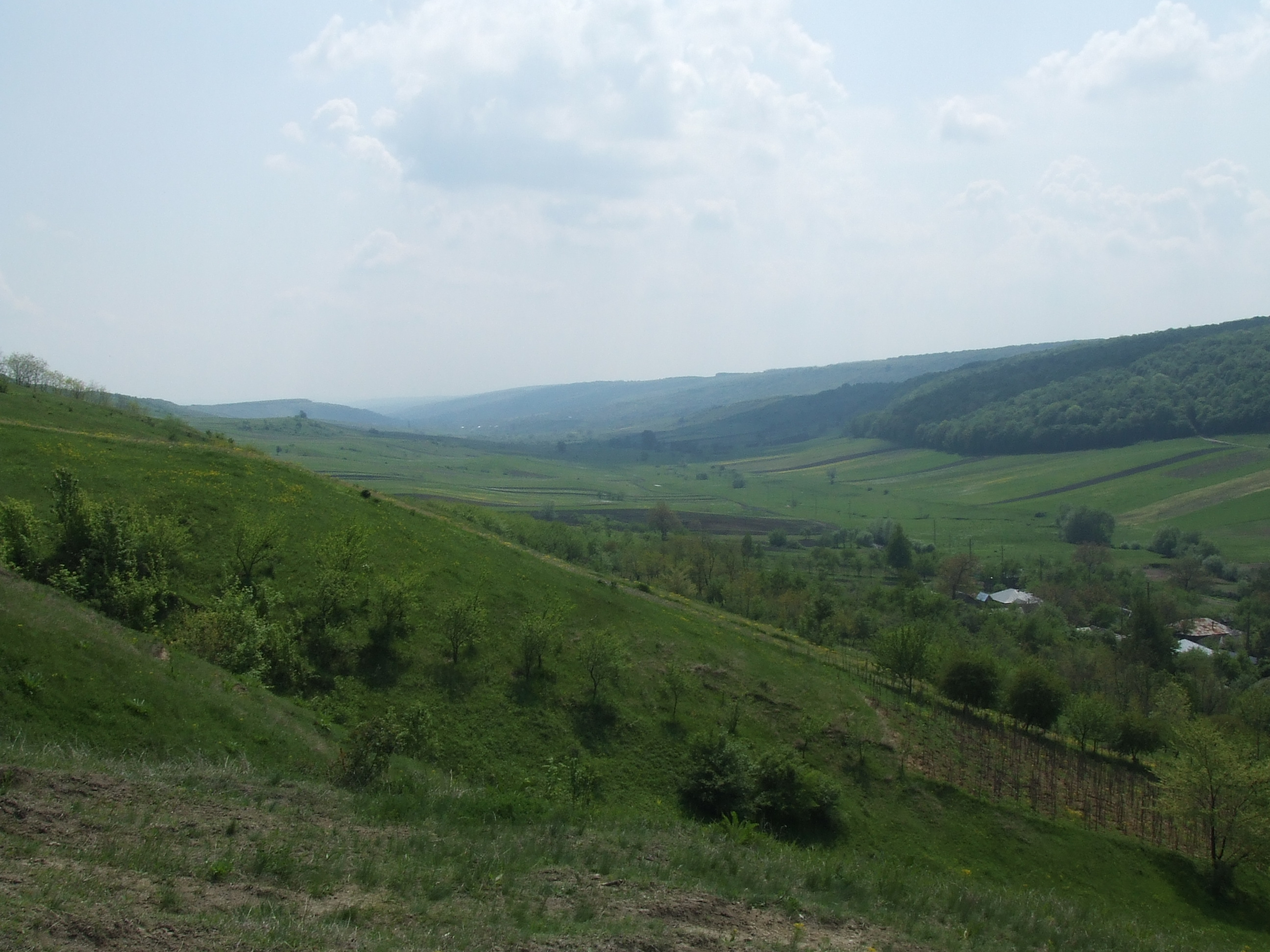
Pe şes în jos
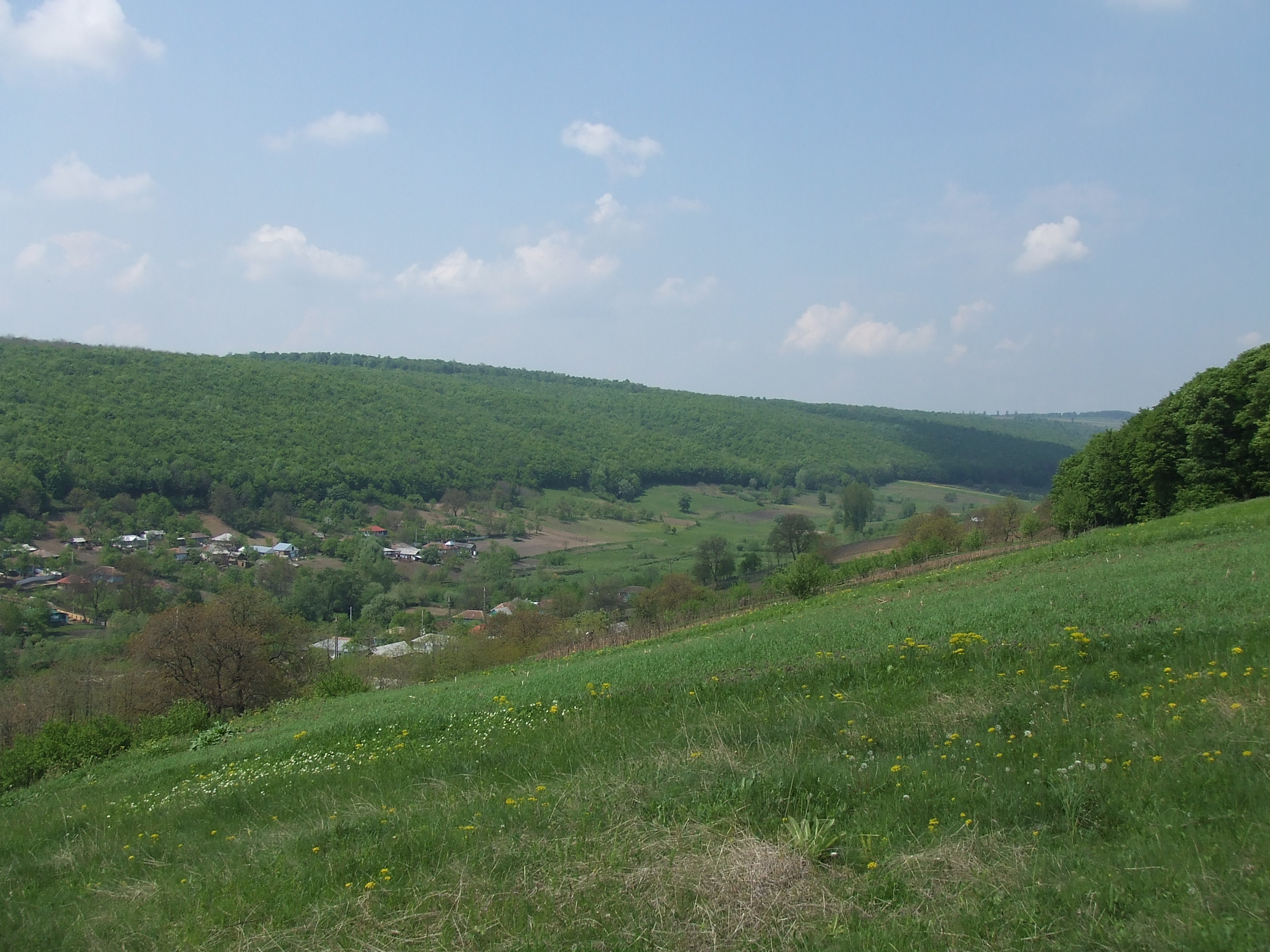
Căpuşneni
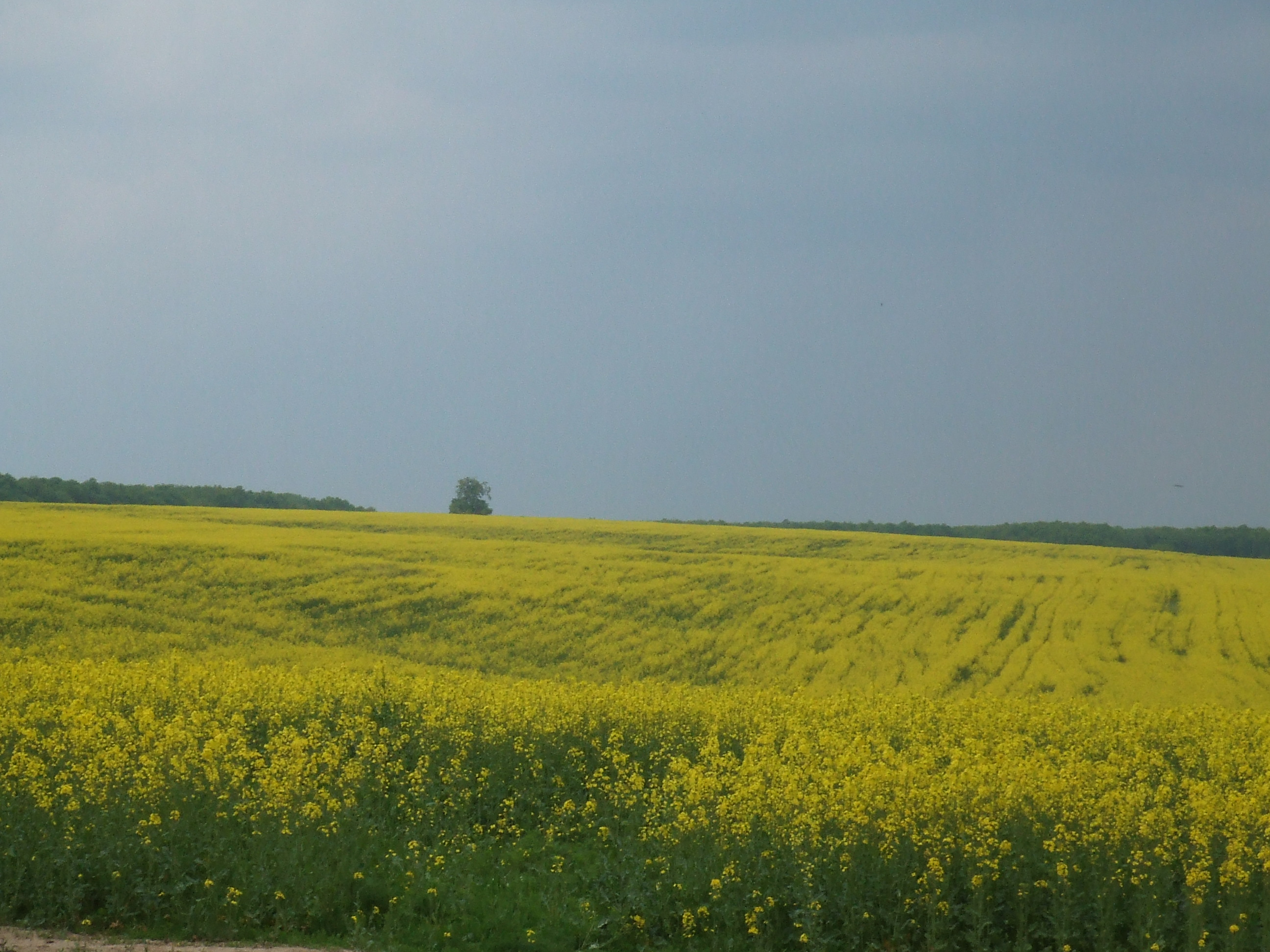
Platoul Vlamnic
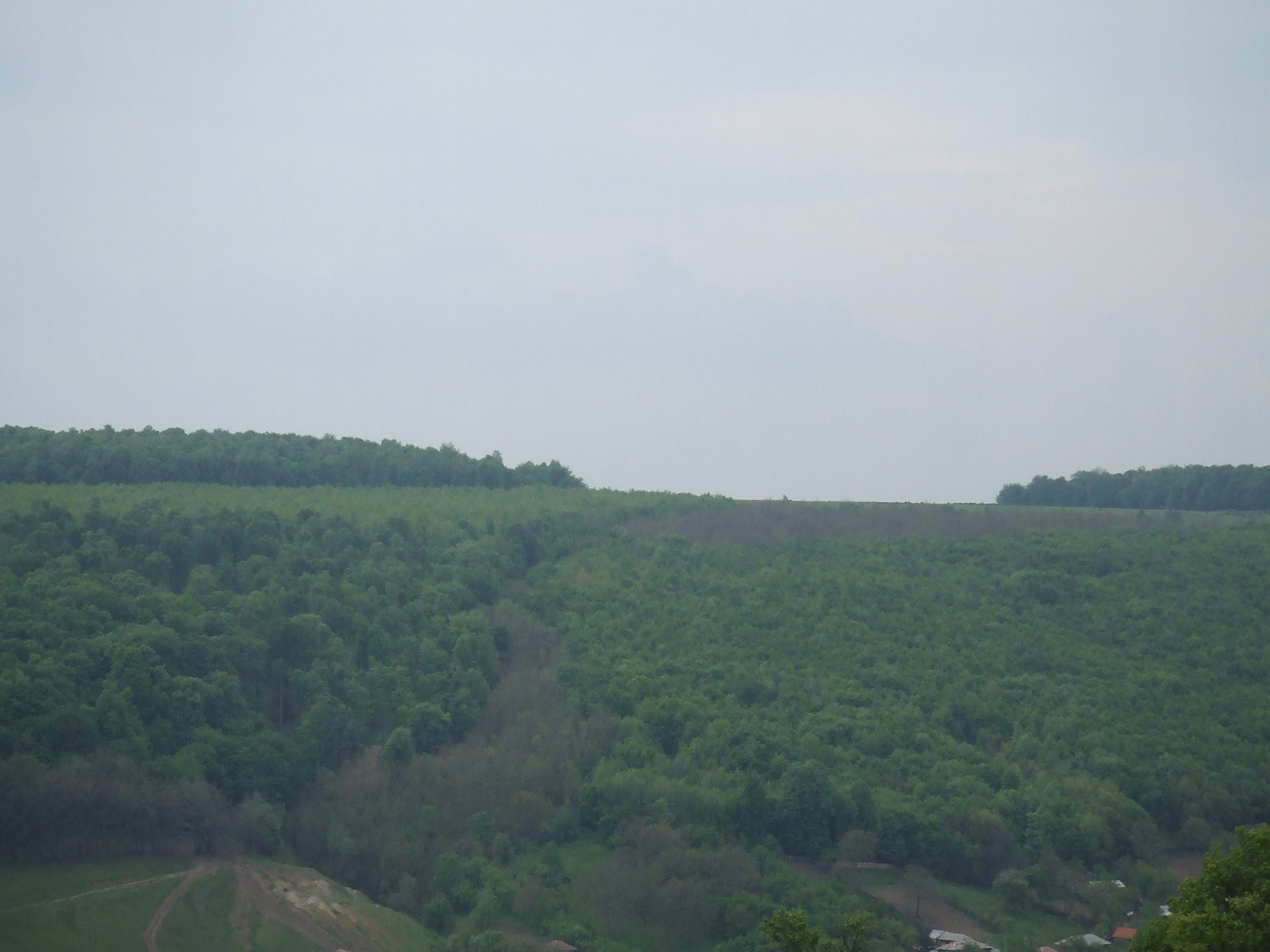
Drumul Cevenilor şi Poiana
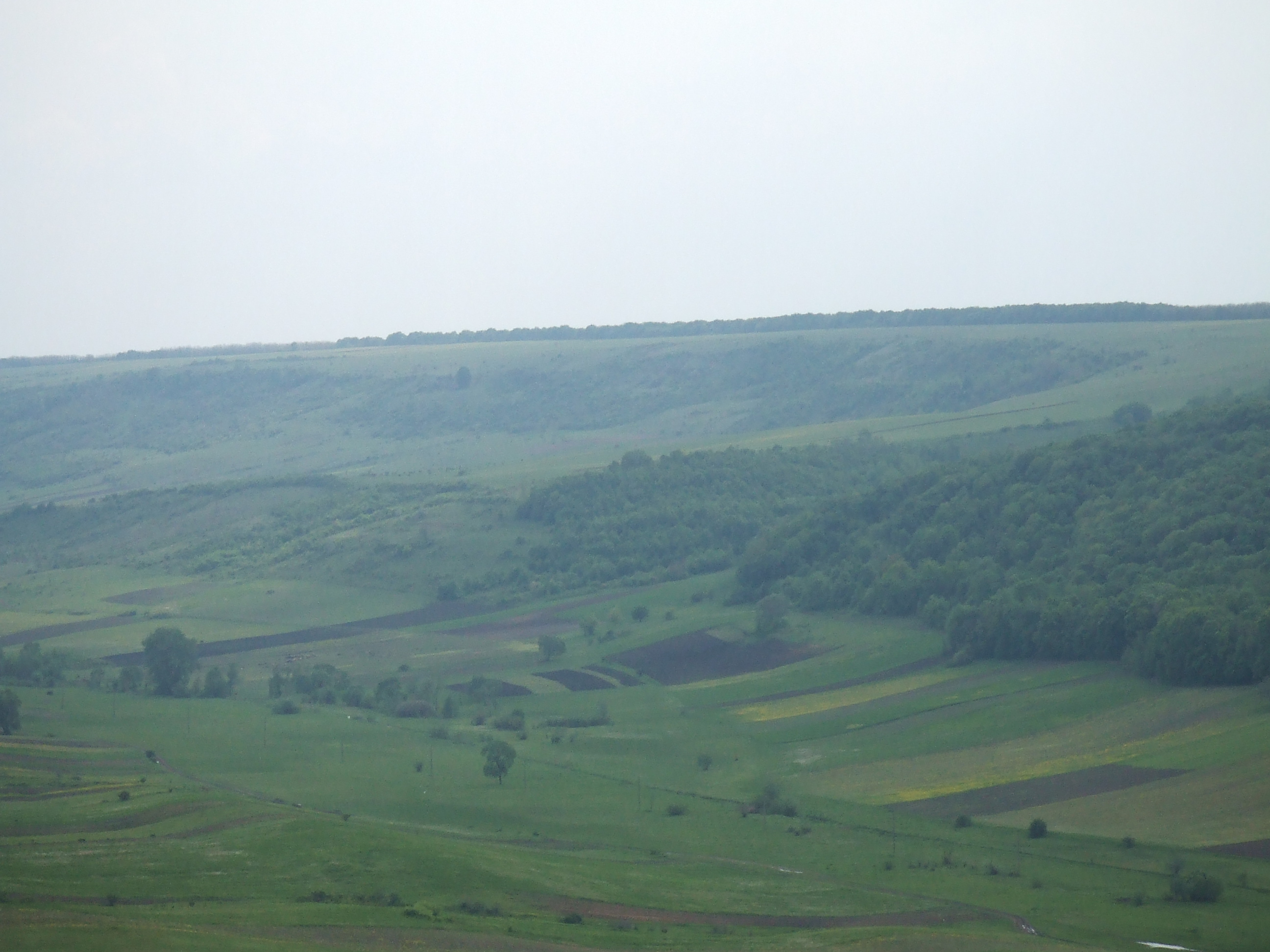
Plopul şi padurea Pruna
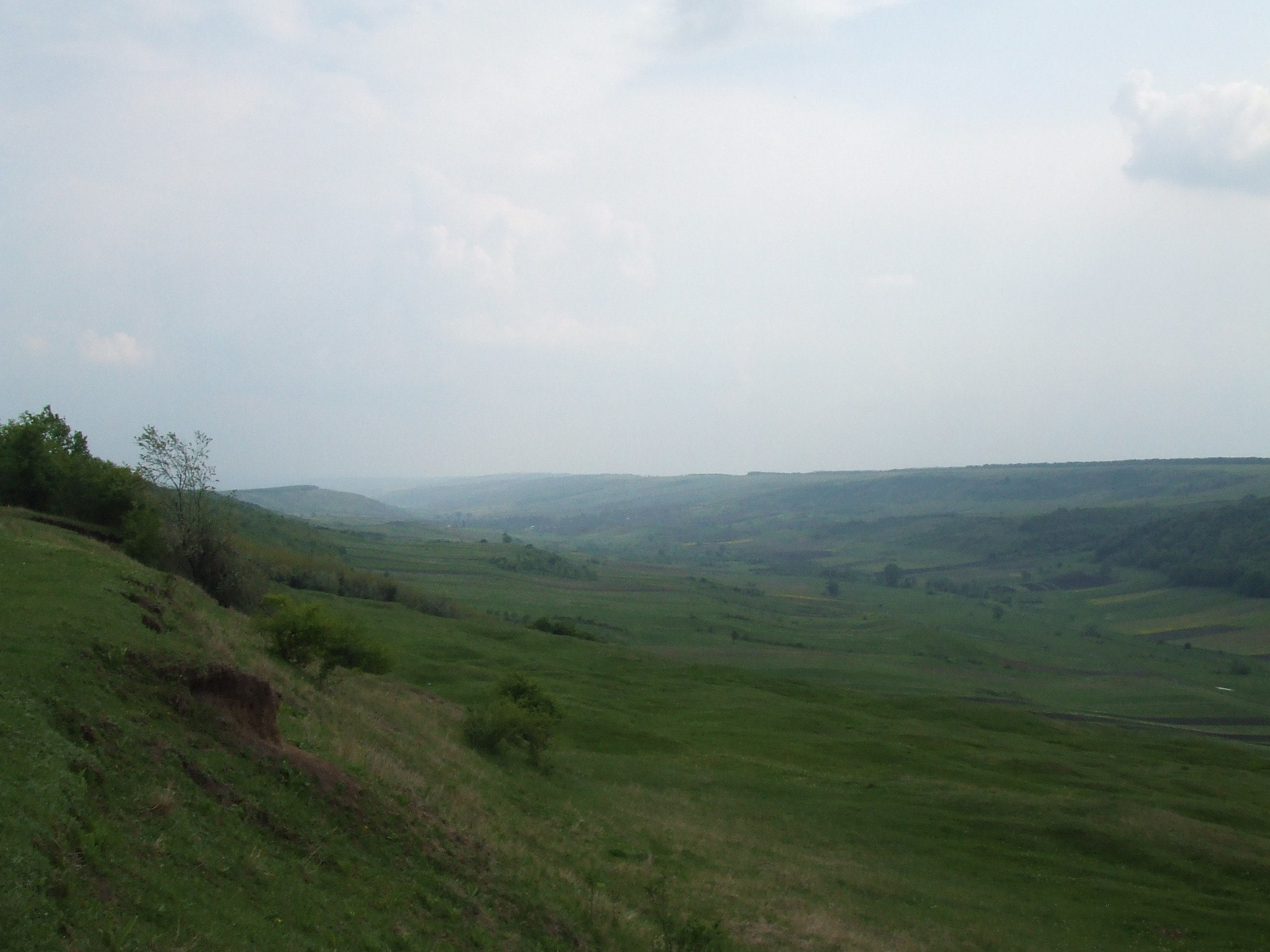
Valea Horăiţei
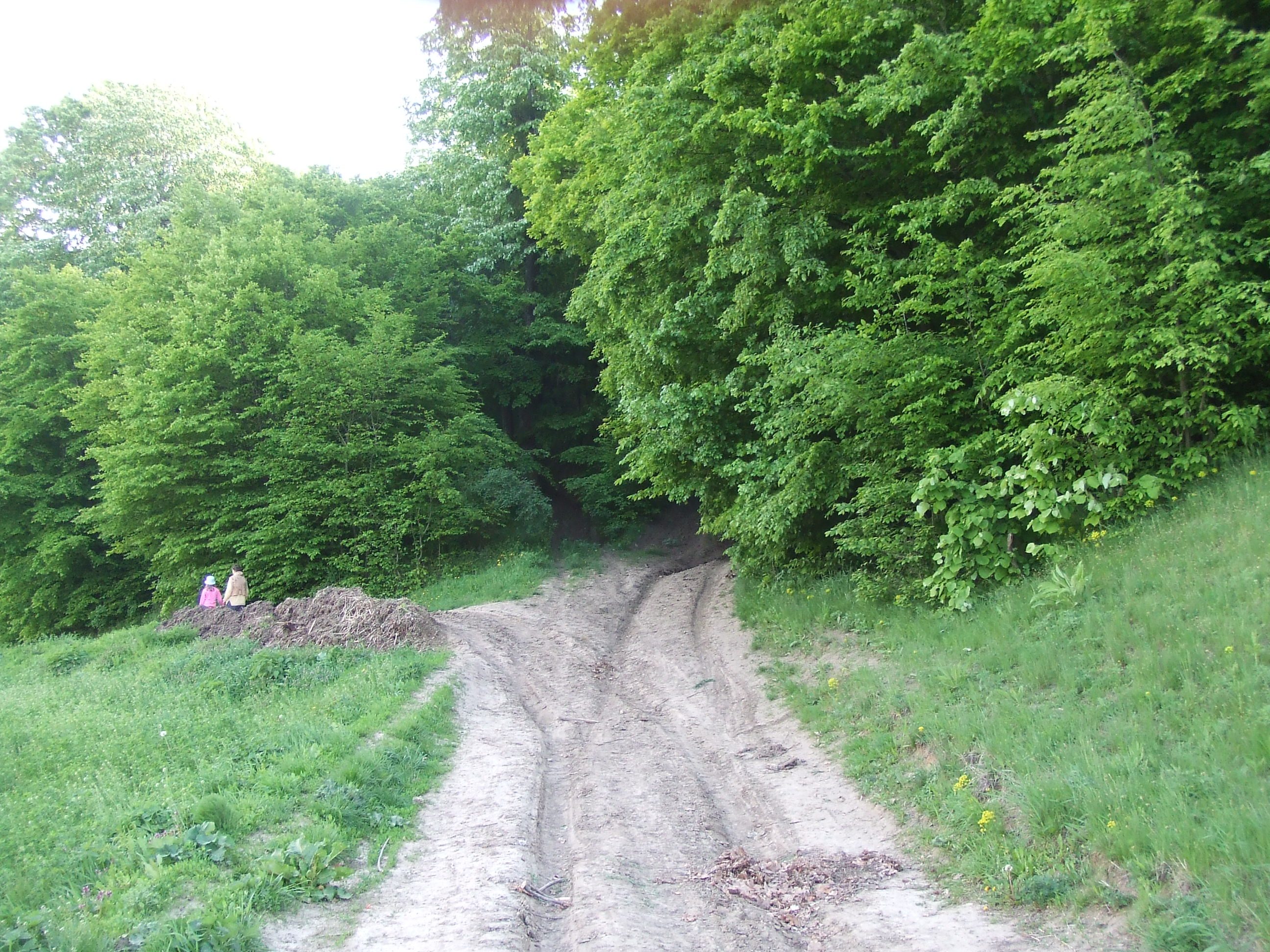
La Gura Drumului
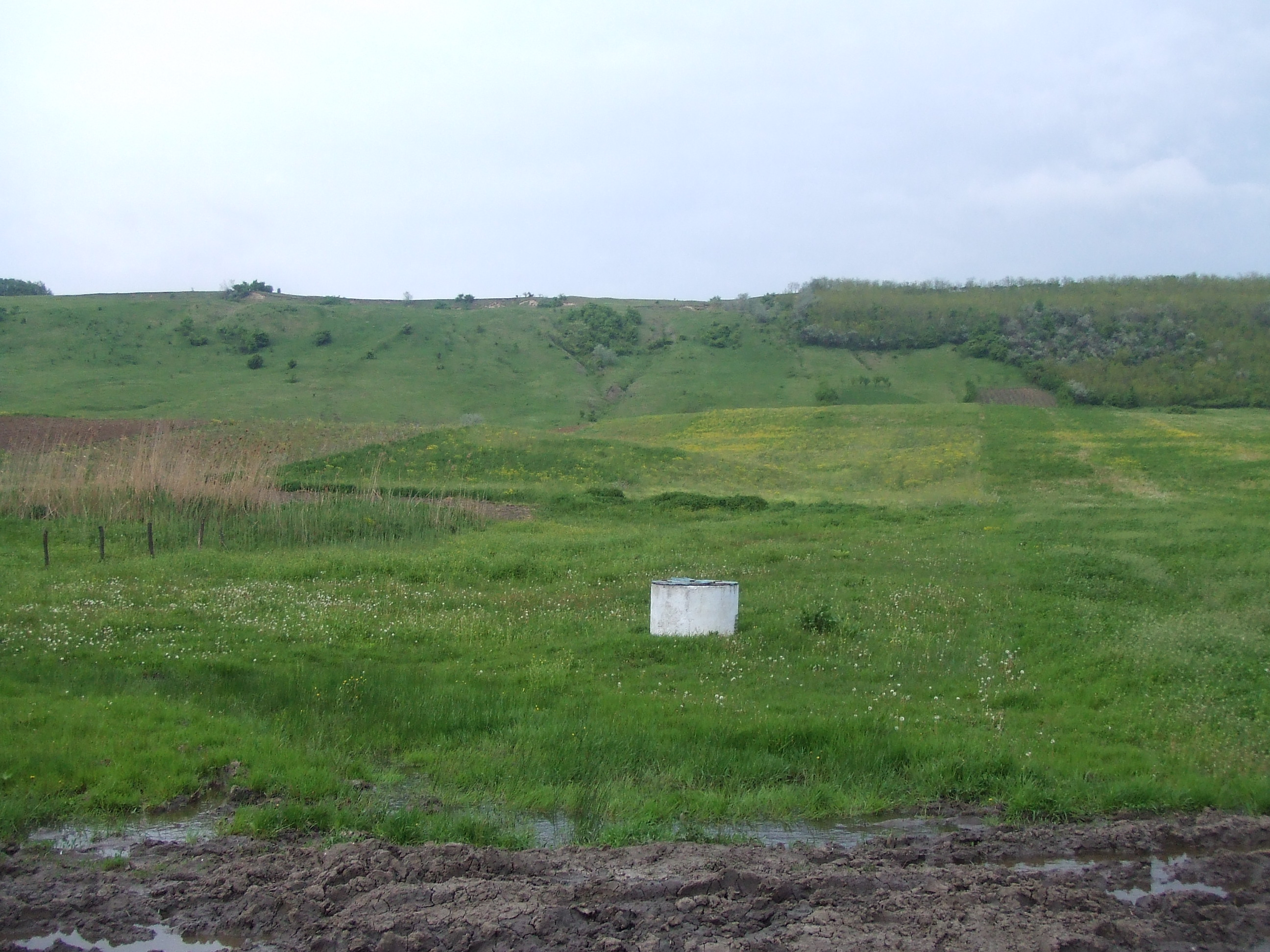
Fântâna lui Gheorghe Ciocan
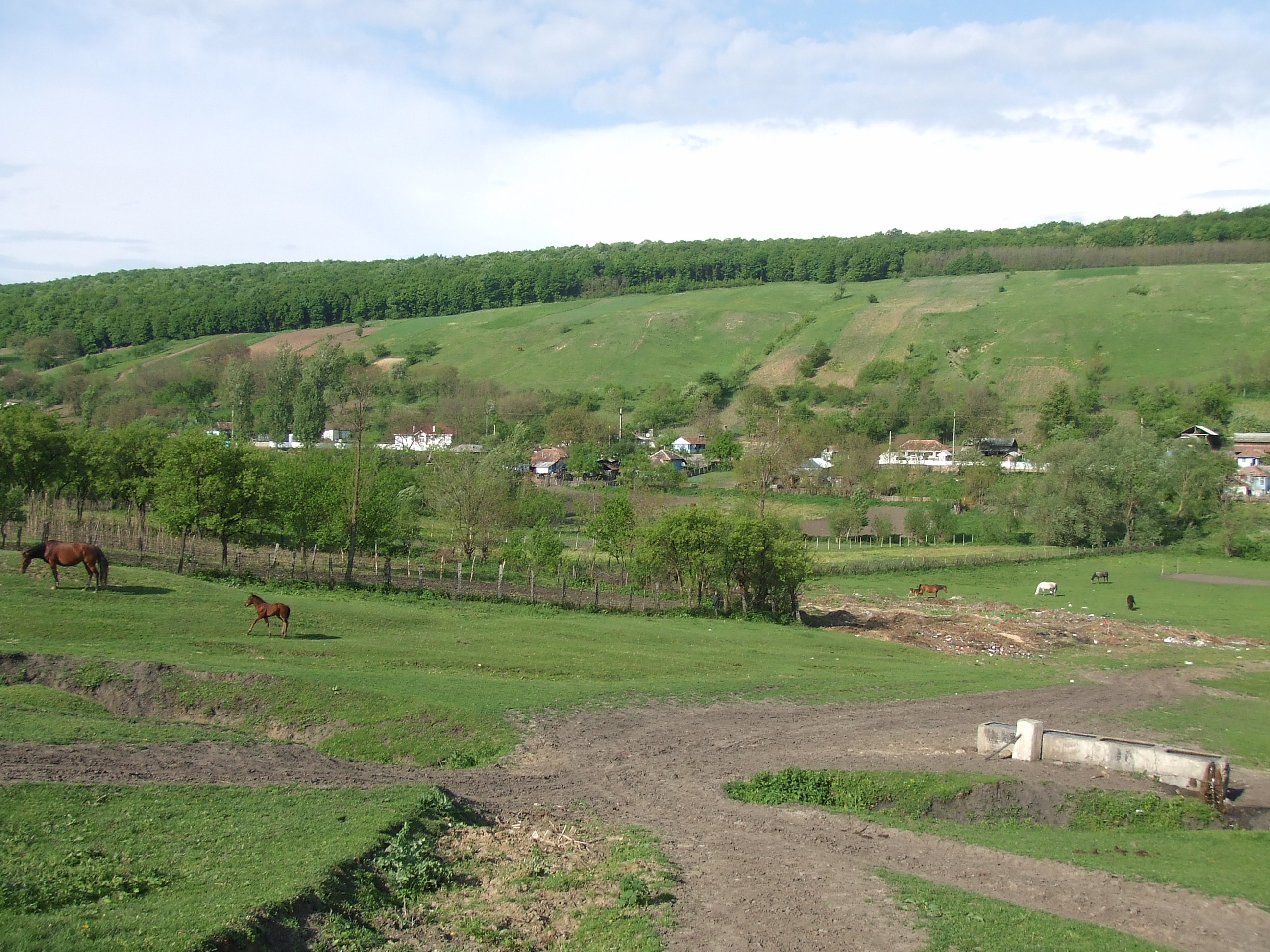
Cişmeaua de la Colectiv şi pădurea Pachet
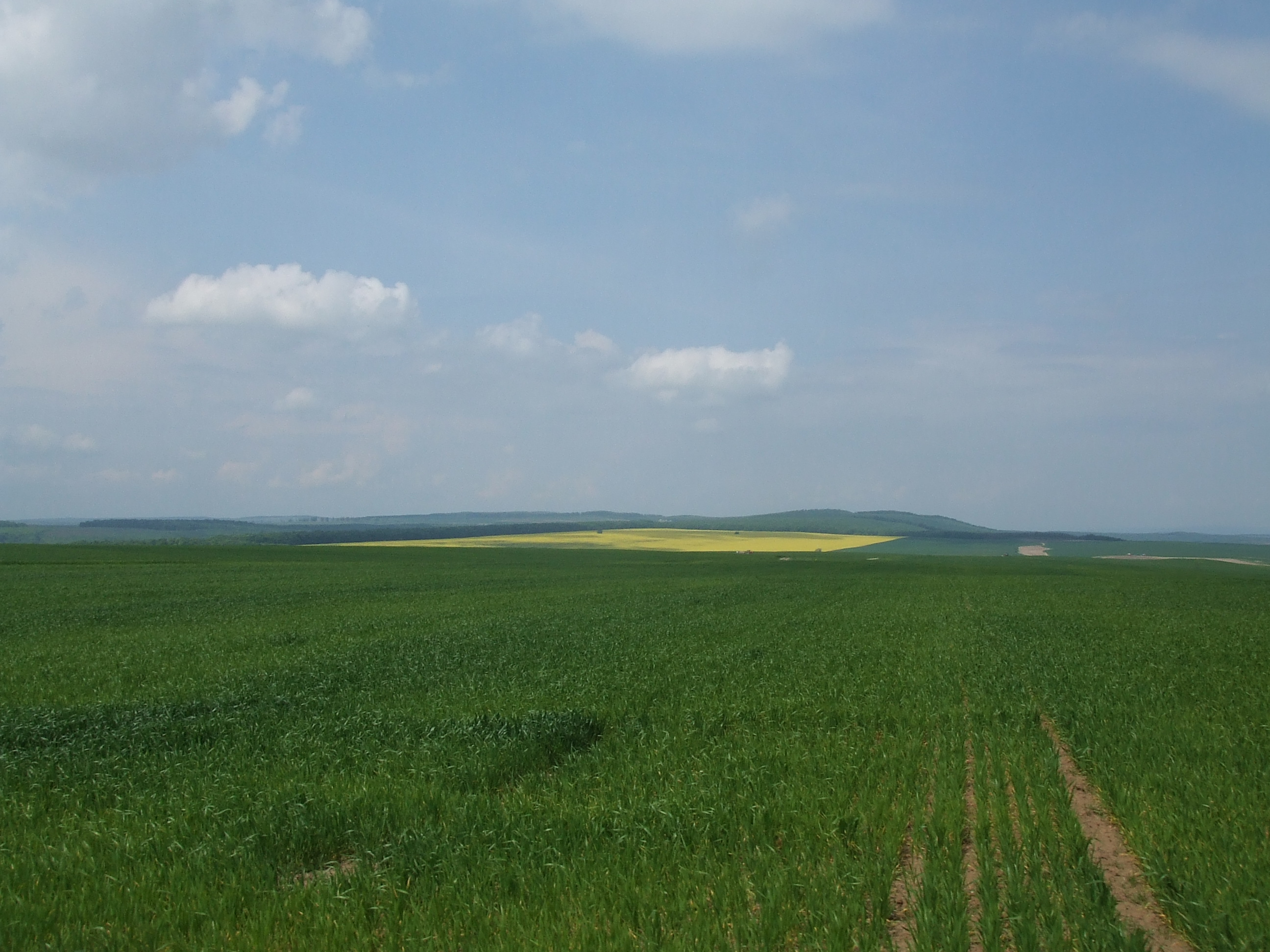
Platourile;Vlamnic,Dodan,Poiana,Pădurea Lipovăţului